# Oldinghausen
Oldinghausen is een dorp in het zuiden van de Duitse gemeente Enger, deelstaat Noordrijn-Westfalen, en telt 742 inwoners (31 december 2019).
In het dorp staat een verffabriek.